# بيبيتا سيررادو
بيبيتا سيررادو (بالإسبانية: Pepita Serrador)‏ أو خوسيفينا سارادور ماري هي ممثلة أفلام أرجنتينية. كانت بيبيتا زوجة للممثل نارثيزو إبانيث مينتا، كما أنها والدة مخرج الأفلام نارثيزو إبانيث سيررادو. وقد انفصلت بيبيتا عن زوجها في 1947 م.

## أفلامها
- النساء اللواتي يعملن
- الأطفال كبروا
- خمس وجوه للمرأة
- طريق اللاما
- كل السنة عيد ميلاد

## وصلات خارجية
- بيبيتا سيررادو على موقع IMDb (الإنجليزية)
- بيبيتا سيررادو على موقع قاعدة بيانات الفيلم (الإنجليزية)

- بيبيتا سيررادو في قاعدة بيانات الأفلام على الإنترنت